# Kruimeltje en de strijd om de goudmijn
Kruimeltje en de strijd om de Goudmijn is een Nederlandse familiefilm uit 2020. De film is een vervolg op de film Kruimeltje uit 1999.
Het personage Kruimeltje is gebaseerd op het jeugdboek van Chris van Abkoude, maar de film Kruimeltje en de strijd om de Goudmijn betreft een nieuw verhaal, geschreven door Christine Linneweever en Tijs van Marle. Tegelijk met de film is ook het gelijknamige boek verschenen.

## Verhaal
Kruimeltje woont met zijn ouders in een villa. Zijn vader heeft de villa gekocht met het goud dat hij in Amerika had gevonden. Kruimeltje verveelt zich echter op het platteland en komt regelmatig in de problemen. Hij besluit om met zijn hond Moor weg te lopen. Dan wordt hij ontvoerd door Lefty, die zo de eigendomspapieren van de goudmijn in handen wil krijgen.

## Rolverdeling
| Acteur           | Personage     | opmerkingen           |
| ---------------- | ------------- | --------------------- |
| Viggo Neijs      | Kruimeltje    |                       |
| Rick Engelkes    | Harry Volker  | vader van Kruimeltje  |
| Sabijn Dunnewijk | Anna          |                       |
| Victor Löw       | Lefty         |                       |
| Kim Pieters      | Lize          | moeder van Kruimeltje |
| Ilse Warringa    | Trix          |                       |
| Rian Gerritsen   | Dolly         | weeshuismoeder        |
| Bas Keijzer      | Eduard        |                       |
| Horace Cohen     | Roest         |                       |
| Loek Peters      | Herman        | weeshuisvader         |
| Huub Smit        | Rinus         |                       |
| Lieke Antonisen  | Paula         |                       |
| Mike Libanon     | Veerman       |                       |
| Rein Hofman      | IJzerboer     |                       |
| Rob Dekay        | Muzikant      |                       |
| Ruud Feltkamp    | Voorbijganger |                       |
| Noodle           | Moor          | hond van kruimeltje   |